# Muži
Muži (in russo Мужи?) è un villaggio della Russia siberiana occidentale nel Circondario autonomo Jamalo-Nenec; è il centro amministrativo del distretto Šuryškarskij.
Si trova sulla riva del fiume Malaja Ob', 220 km a sud-ovest di Salechard.